# Jan Januszowski

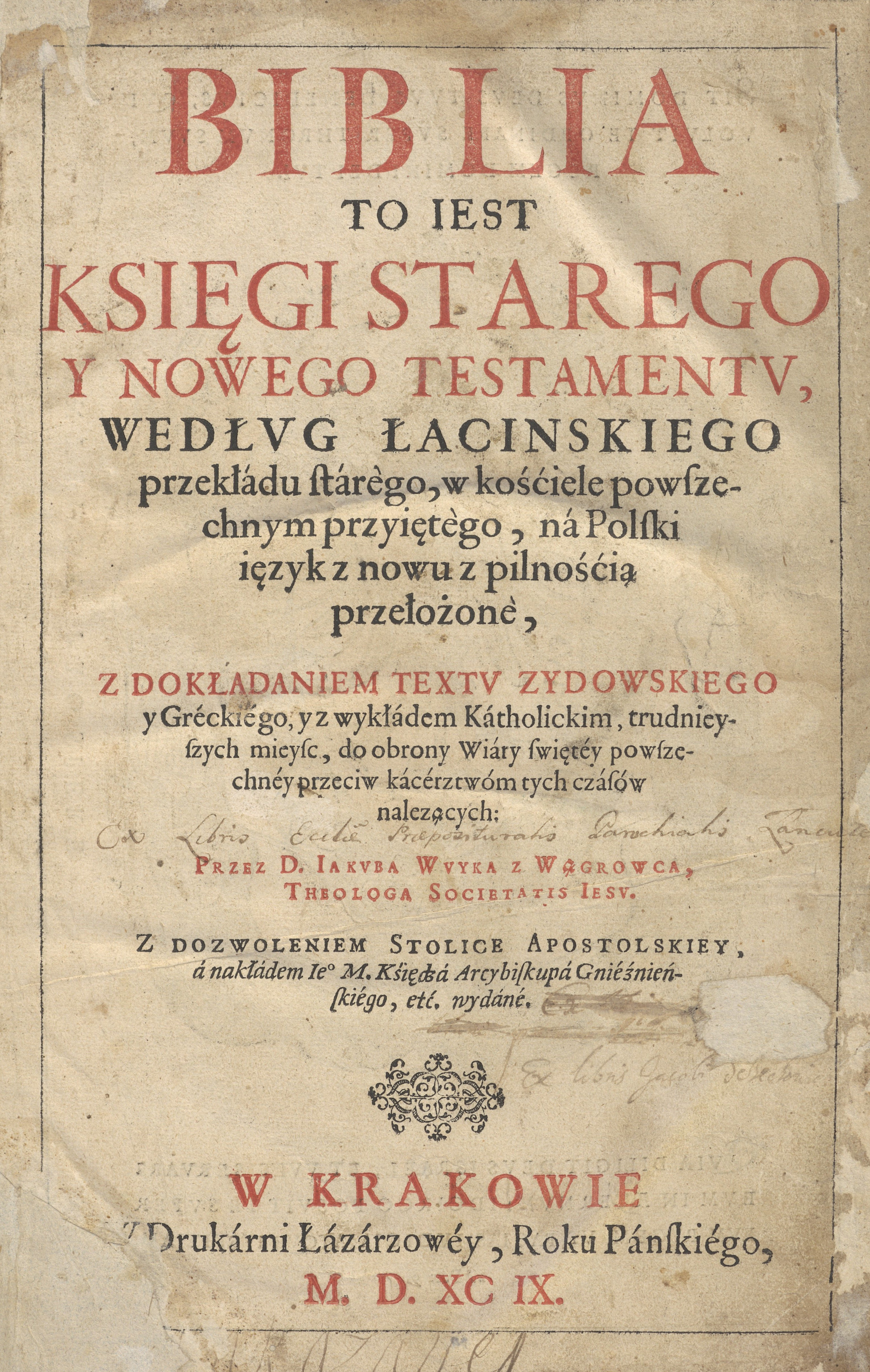
Strona tytułowa pierwszego wydania Biblii Wujka

Jan Januszowski (do 1588 Jan Łazarzowic), inne formy nazwiska: Ianussowic, Ianussowski, pseudonim Jan Podworzewski herbu Kłośnik (ur. 1550 w Krakowie, zm. 30 listopada 1613) – sekretarz królewski Stefana Batorego i Zygmunta Augusta, poseł króla Stefana Batorego, drukarz, tłumacz, pisarz duchowny, właściciel Drukarni Łazarzowej (w latach 1577–1603), architypograf królewski i kościelny, współtwórca drukarni Akademii Zamojskiej, wydawca dzieł literackich, naukowych i muzycznych, projektodawca polskiej ortografii.

## Życiorys
Był synem drukarza krakowskiego Łazarza Andrysowicza, który wraz z żoną Barbarą Wietorową prowadził jej rodzinną tłocznię odziedziczoną z pierwszego małżeństwa (oficyna Wietora).
Studiował na wydziale sztuk wyzwolonych Akademii Krakowskiej, a następnie, w latach 1575–1576, studiował prawo w Padwie. Znał kilka języków. Po powrocie do kraju pracował w magnackiej siedzibie Mikołaja Firleja, a następnie w kancelariach królów i był sekretarzem Zygmunta Augusta i Stefana Batorego. W 1577 roku po śmierci ojca przejął Drukarnię Łazarzową znajdująca się przy ulicy Gołębiej i zajął się jej rozwijaniem. Jan zaczął wprowadzać reformy i ulepszenia. Wzorował się na oficynach zagranicznych i na drukarzach m.in. na Aldo Manucjuszu, rodzinie Estienne’ów i Plantina. Nie stosował ilustracji drzeworytu, próbował za to miedziorytu. Wprowadził duże, ozdobne inicjały. Podjął drugą po Wietorze próbę stworzenia czcionki narodowej – antykwy i kursywy oraz ustalenia ortografii polskiej. Stworzył wzory nowych czcionek, prostych i ukośnych, dostosowanych do wymagań fonetyki i pisowni języka polskiego. Usiłował wprowadzić oryginalną, polską czcionkę. Wydał projekt nowej ortografii polskiej, Nowy Karakter Polski z Drukarni Łazarzowe i Ortografia Polska:Jana Kochanowskiego, Łukasza Górnickiego i Jana Januszowskiego (1594).
W roku 1578, 28 lipca, Januszowski otrzymał przywilej królewski do drukowania statutów i konstytucji sejmowych (serwitoriat królewski), otrzymując monopol na drukowanie wszystkich pism urzędowych wychodzących z kancelarii królewskiej. W 1588 został nobilitowany przez króla Zygmunta III, przyjął nazwisko Jan Januszowski i otrzymał w 1590 roku tytuł architypografa królewskiego i kościelnego. W 1589 roku uzyskał przywilej władz kościelnych na druk ksiąg liturgicznych. W latach 1594–1597 współpracował przy zakładaniu drukarni w Zamościu. Wydał ok. 400 tytułów, w tym prawie wszystkie dzieła Jana Kochanowskiego, utwory A. Frycza Modrzewskiego, S. Orzechowskiego i literaturę sowizdrzalską. Próbował także własnej twórczości (Nauka umierania chrześcijańskiego, Cenzor obyczajów), naśladującej teksty o wyraźnie moralistycznej tendencji. Wydał w 1599 Biblię w przekładzie Jakuba Wujka.
W listopadzie 1601 roku, podczas zarazy panującej w Krakowie, umarła mu żona i pięcioro dzieci. Tegoż roku przyjął święcenia kapłańskie - obowiązki duszpasterskie łączył z pracą naukową z zakresu prawa, teologii i polityki. W 1604 został archidiakonem sądeckim, a w 1607 r. otrzymał plebanię w mieście królewskim Solcu. Drukarnię wydzierżawił Bazylemu Skalskiemu, a następnie Maciejowi Jędrzejowczykowi, który po śmierci właściciela przejął Oficynę Łazarzową, wykupując ją od pozostałych synów Januszowskiego.

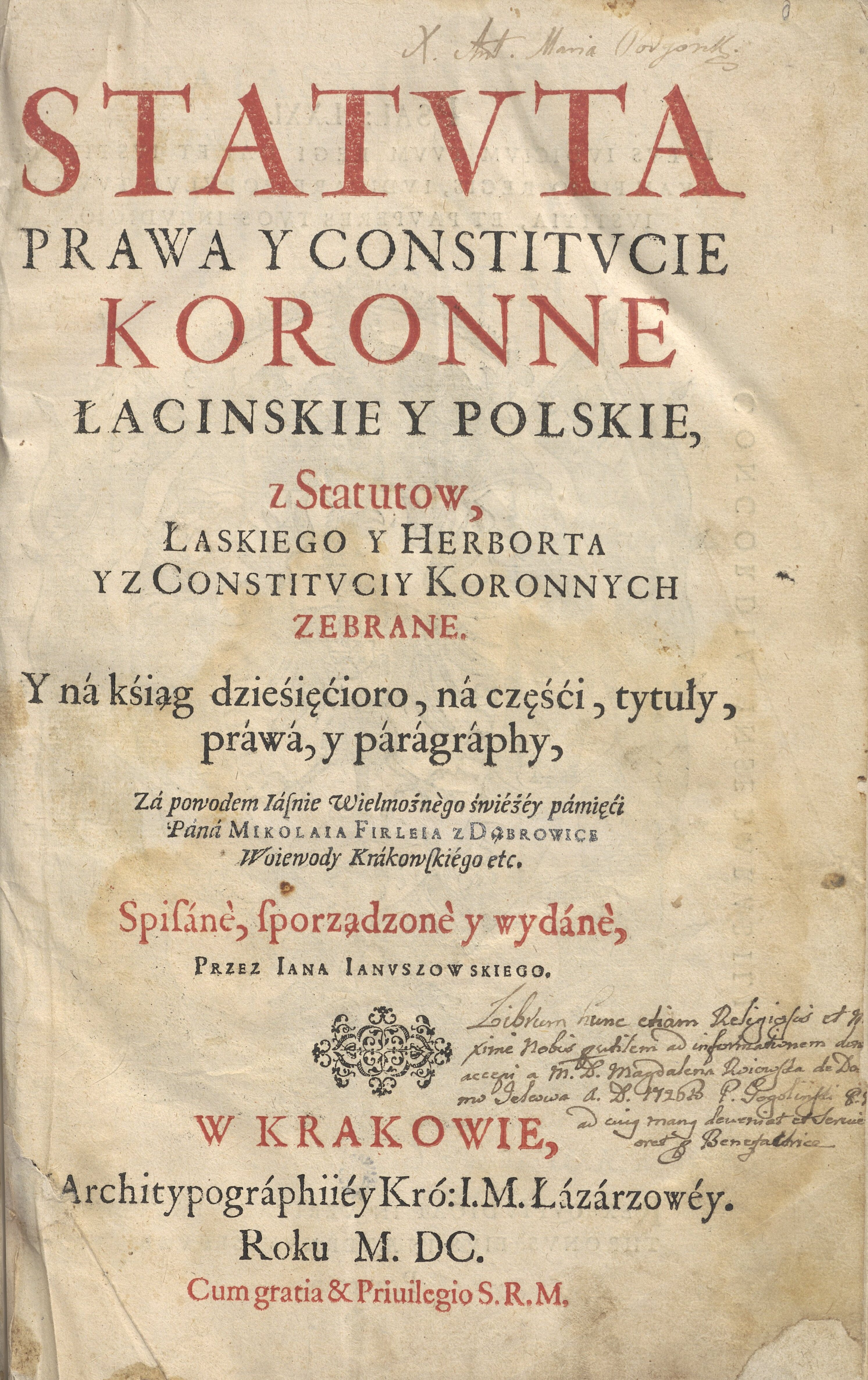
Statuta prawa i konstytucje koronne 1600
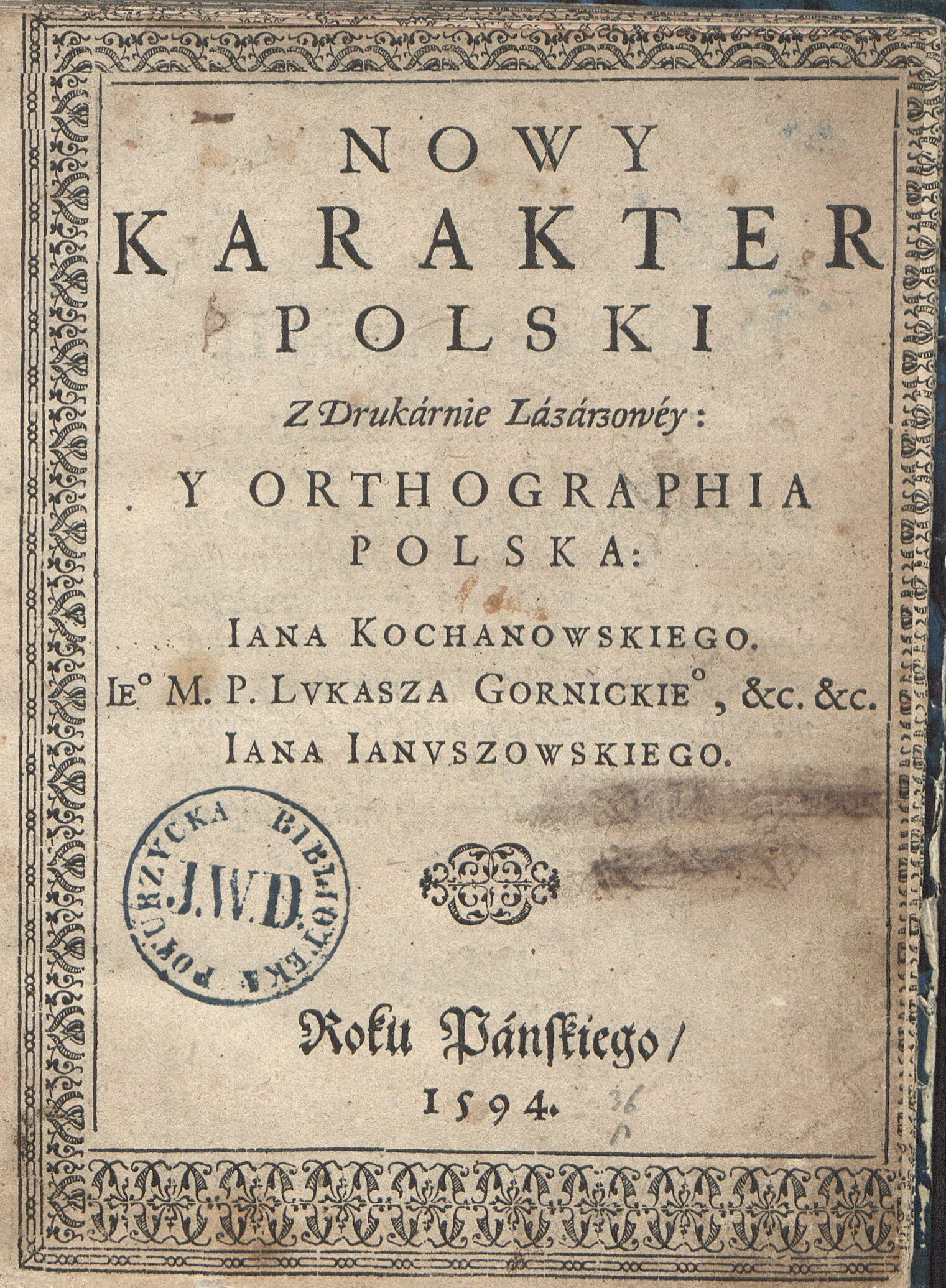
Nowy karakter polski 1594
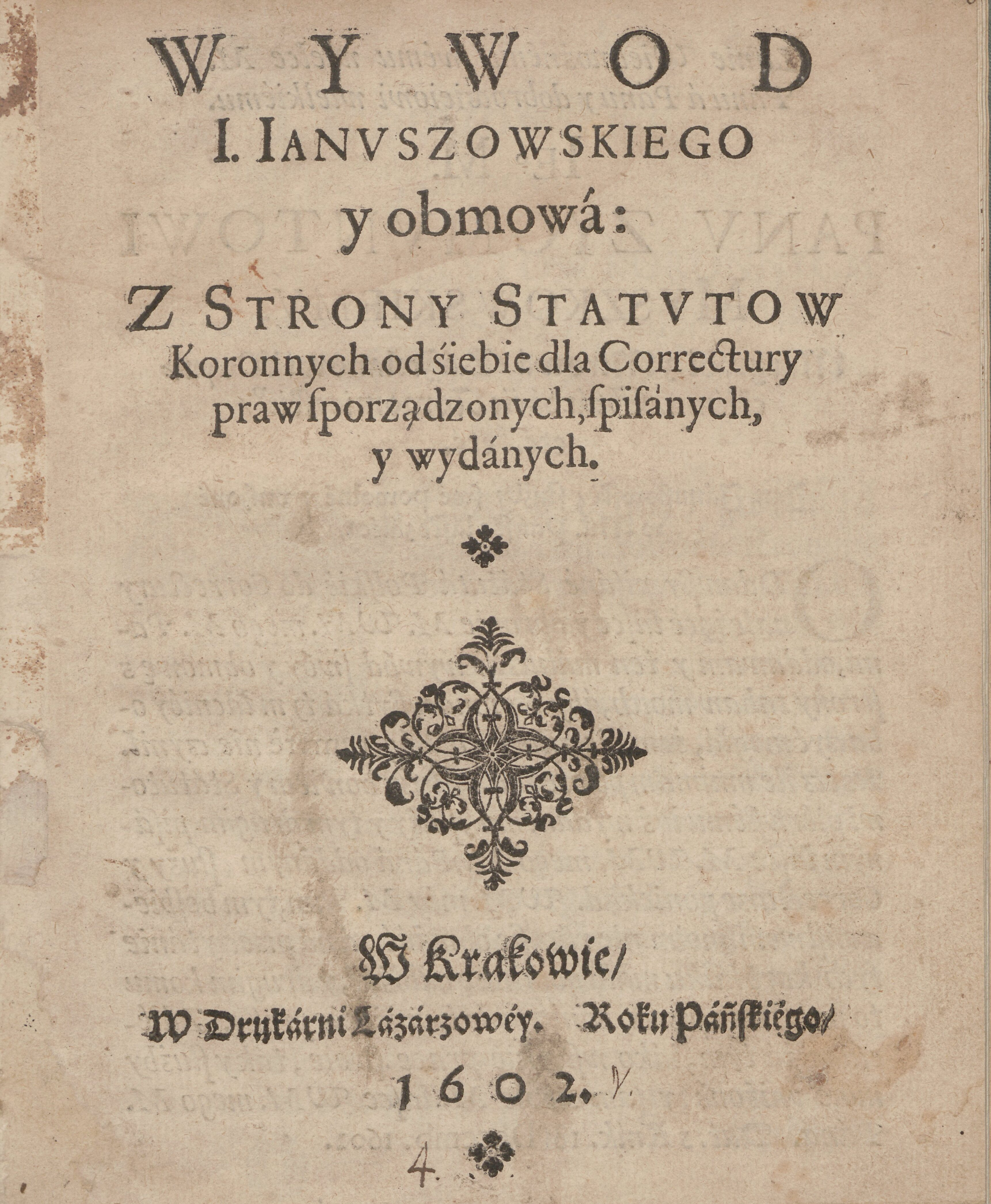
Wywód J. Januszowskiego i obmowa 1602
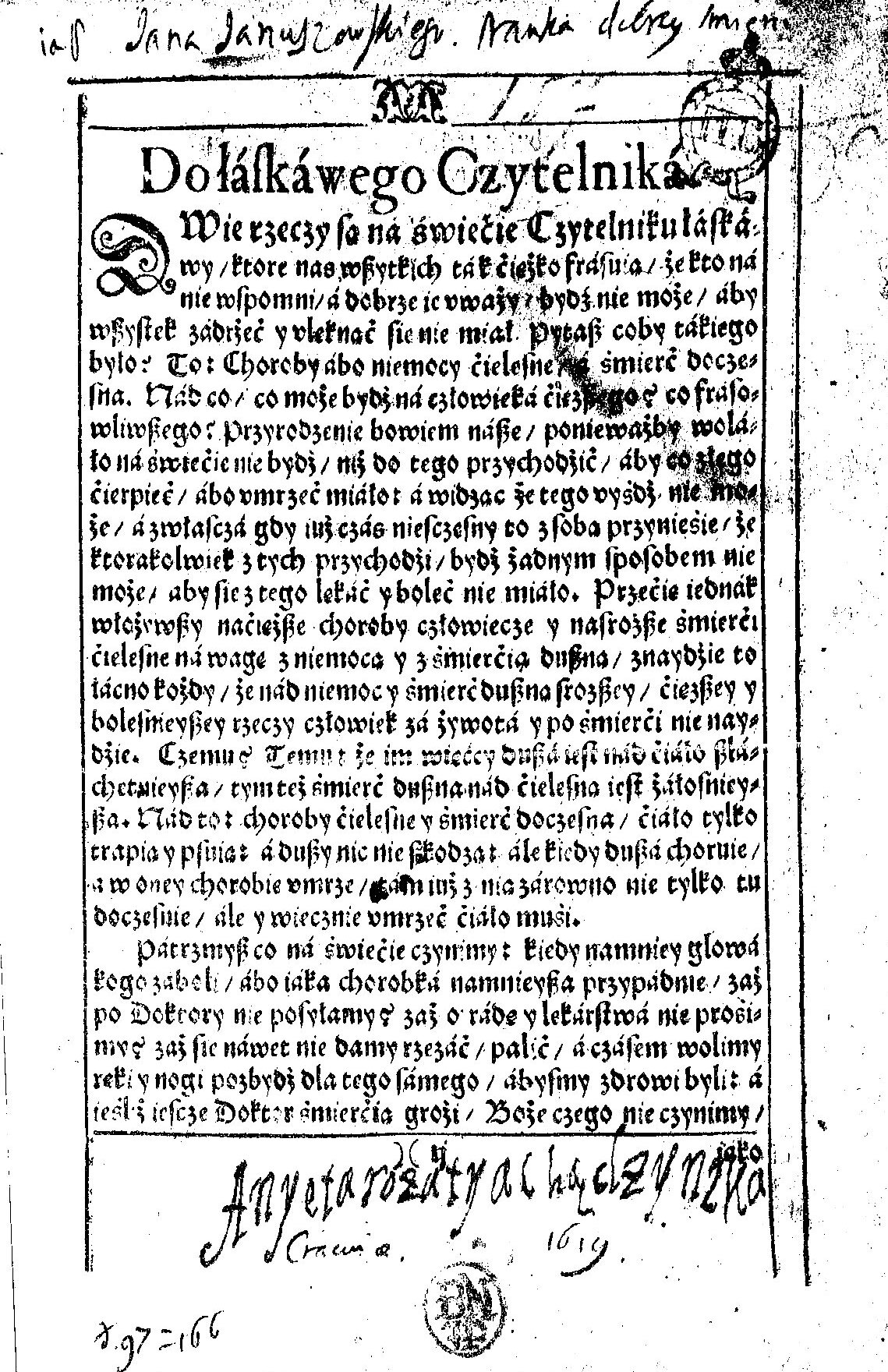
Nauka umierania chrześcijanskiego 1619
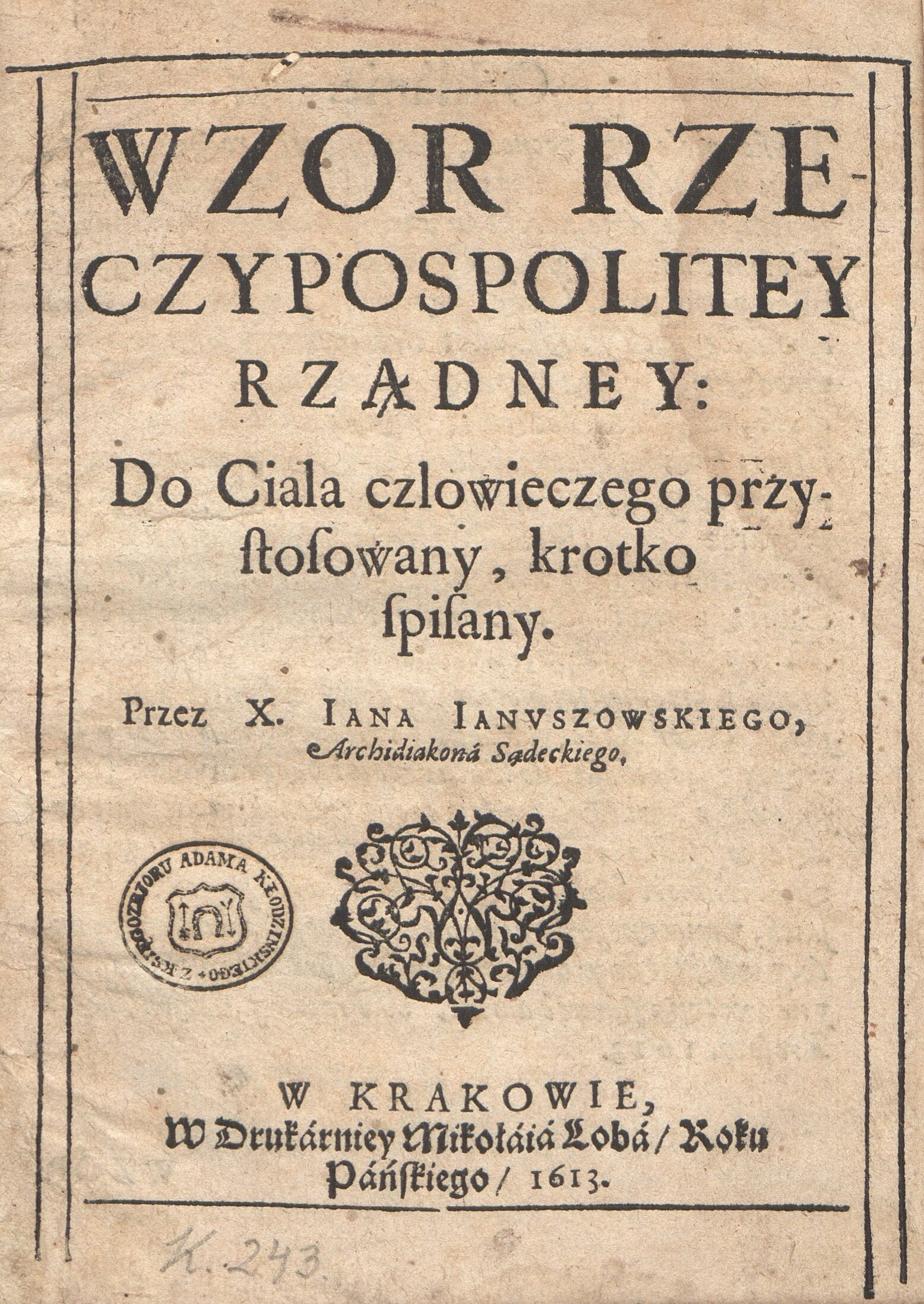
Wzór Rzeczypospolitej rządnej 1613

## Twórczość

### Ważniejsze utwory
- Kwiat rajski albo rożanka, Kraków 1580
- Sion pochylony[22], Kraków 1587, drukarnia Łazarzowa
- Zwierciadło królewskie, powst. ok. 1588 (choć ma datę 1606), wyd. kryt. B. Ulanowski „Sześć broszur politycznych z XVI i początku XVII stulecia”, Kraków 1921, BPP nr 76 (przeróbka utworu Mikołaja Kossobudzkiego pt. De administranda Republica... commentarius, 1583-1585)
- Wróżki, Kraków 1589, drukarnia Łazarzowa
- Nowy karakter polski, Kraków 1594, drukarnia Łazarzowa (tu również rozprawki J. Kochanowskiego i Ł. Górnickiego o ortografii), wyd. następne: 1597; przedruk homogr. R. Löwenfeld, Poznań 1882; fragmenty przedr. W. Taszycki Wybór tekstów staropolskich XVI-XVIII wieku, Lwów 1928, wyd. 2 Warszawa 1955; fragm. wstępu przedr. W. Taszycki Obrońcy języka polskiego. Wiek XV-XVIII, Wrocław 1953, Biblioteka Narodowa, seria I, nr 146
- Statuta, prawa i konstytucje, Kraków 1600, drukarnia Łazarzowa
- Wywód... i obmowa ze strony statutów koronnych, Kraków 1602, drukarnia Łazarzowa; wyd. krytyczne B. Ulanowski, Kraków 1920, BPP nr 75
- Nauka umierania chrześcijańskiego[23], Kraków 1604, drukarnia Łazarzowa, drukarz B. Skalski; wyd. następne: Kraków 1608, Kraków 1612, Kraków 1615 (mylnie datowane: 1515), Kraków 1619, Kraków 1675, Wilno 1695
- Cenzor obyczajów niektórych potocznych, Kraków 1607, drukarnia Łazarzowa; wyd. następne w przeróbce (przypisywanej S. Starowolskiemu) pt. Poprawa niektórych obyczajów polskich potocznych, Kraków 1625 (2 odbitki); wyd. następne: Kraków 1628
- Wzór rzeczypospolitej rządnej do ciała człowieczego przystosowany[24], Kraków 1613, drukarnia M. Lob; fragm. przedrukował A. Rembowski Niwa 1876; Pisma t. 1, Warszawa 1901

### Przekłady
- S. Sokołowski Szafarz abo o pohamowaniu utrat niepotrzebnych dialog[25], Kraków 1589, drukarnia Łazarzowa (przekł. z łaciny)
- S. Sokołowski Poseł wielki o wcieleniu Syna Bożego[26], Kraków 1590, drukarnia Łazarzowa (przekł. z łaciny)
- S. Orzechowski Oksza... na Turka[27] (tzw. Turcyki), Kraków 1590, drukarnia Łazarzowa (przekł. z łaciny); wyd. następne: wyd. K. J. Turowski pt. „Mowy S. Orzechowskiego”, Sanok 1855, Biblioteka Polska, zeszyt 1-2; fragmenty przedr. K. Mecherzyński Historia wymowy w Polsce, t. 1, Kraków 1856, s. 421 nn. (przekł. z łaciny)
- Germanik Malaspina O lidze oracja, Kraków 1596, drukarnia Łazarzowa (przekł. z łaciny); dedykację przedr. W. Taszycki Wybór tekstów staropolskich XVI-XVIII wieku, Lwów 1928, wyd. 2 Warszawa 1955
- J. Bessarion Rzecz o pochodzeniu Ducha św., Kraków 1605, drukarnia Łazarzowa (przekł. z łaciny); przedmowę do czytelnika przedr. W. Taszycki Wybór tekstów staropolskich XVI-XVIII wieku, Lwów 1928, wyd. 2 Warszawa 1955
- S. Orzechowski Fidelis subditus albo o stanie królewskim (przekład powstał w 1606, prawdopodobnie na podst. tekstu łacińskiego, pośredniego między redakcją z 1543 a 1548), wyd. B. Ulanowski „Sześć broszur politycznych z XVI i początku XVII stulecia”, Kraków 1921, BPP nr 76
- Plutarch Theseus athenieński i Numa rzymski, dwaj królowie wielcy, Kraków 1613, drukarnia M. Lob (ustęp z Żywotów...)

### Prace edytorskie
- Jan Kochanowski (wyd. zbiorowe pism J. Kochanowskiego), Kraków 1585-1586, drukarnia Łazarzowa (tu dedykacja i przedmowa J. Januszowskiego; przedr. przy J. Kochanowski Dzieła wszystkie. Wydanie pomnikowe, t. 2, Warszawa 1884; W. Taszycki Wybór tekstów staropolskich XVI-XVIII wieku, Lwów 1928)
- J. Kochanowski Wróżki, Kraków 1587, drukarnia Łazarzowa (z przedmową)
- J. Kochanowski O Czechu i Lechu historia naganiona, Kraków 1589, drukarnia Łazarzowa (przedmowę wydawcy przedr. J. Przyborowski Wiadomość o życiu i pismach J. Kochanowskiego, Poznań 1857, s. 146–148)
- J. Kochanowski Fragmenta albo pozostałe pisma, Kraków 1590, drukarnia Łazarzowa (z przedmową)
- J. Górski Rada Pańska, Kraków 1597 (przekł. utworu F. F. Cerioli; fragm. dedykacji przedr. W. Taszycki Obrońcy języka polskiego. Wiek XV-XVIII, Wrocław 1953, Biblioteka Narodowa, seria I, nr 146)
- J. Głuchowski Ikones książąt i królów polskich... Do tego są przyłożone wiersze łacińskie Jana Janicjusza poety, Kraków 1605 (według L. Ćwiklińskiego 1606), drukarnia Łazarzowa; fragm. przedmowy wydawcy przytacza Estreicher XVII, 192-193

### Listy i materiały
- Do J. Zamoyskiego, Kraków, 1 września 1598; Chmielnik, 23 stycznia 1602; wyd. W. A. Maciejowski Piśmiennictwo polskie, t. 3 dod., Warszawa 1852, s. 217–219; list z 1598 wyd. również T. Wierzbowski z podobizną autografu: Materiały do dziejów piśmiennictwa polskiego, t. 1, Warszawa 1900, s. 318; J. Ptaśnik „Cracovia impressorum XV et XVI saeculorum”, Lwów 1922, Monumenta Poloniae Typographica, t. 1, s. 397
- Dokument dot. studiów w Padwie w 1575, wyd. S. Windakiewicz „Materiały do historii Polaków w Padwie”, Archiwum do Dziejów Literatury i Oświaty w Polsce, t. 7 (1892), s. 176 i odb., Kraków 1891
- Dokumenty różne z lat 1576–1593 (m.in. kwity pieniężne i zastawne, przywileje, kontrakty), wyd. J. Ptaśnik „Cracovia impressorum XV et XVI saeculorum”, Lwów 1922, Monumenta Poloniae Typographica, t. 1
- 3 dokumenty (przywilej królewski na druk dzieł, Lwów, 28 lipca 1578; kwit pieniężny, Kraków, 9 września 1586; akt nobilitacji, Kraków, 24 stycznia 1588), wyd. T. Wierzbowski Materiały do dziejów piśmiennictwa polskiego, t. 1-2, Warszawa 1900-1904; J. Ptaśnik „Cracovia impressorum XV et XVI saeculorum”, Lwów 1922, Monumenta Poloniae Typographica, t. 1
- Przywilej Stefana Batorego na druk ksiąg kościelnych, Kraków, 29 maja 1583, wyd. A. Pawiński „Akta metryki Koronnej... z czasów Stefana Batorego 1576-1586”, Źródła Dziejowe, t. 11 (1882), s. 258; T. Wierzbowski Materiały do dziejów piśmiennictwa polskiego, t. 1, Warszawa 1900, s. 248–249; J. Ptaśnik „Cracovia impressorum XV et XVI saeculorum”, Lwów 1922, Monumenta Poloniae Typographica, t. 1, s. 361
- Przywilej Zygmunta III na drukowanie ksiąg kościelnych, Warszawa, 18 kwietnia 1590, wyd. B. Łuszczyński „Dokumenta z archiwum aktów grodzkich i ziemskich b. województwa krakowskiego”, Dodatek Miesięczny do Gazety Lwowskiej 1872, t. 2, s. 123–124

### Utwór o autorstwie niepewnym
- Paradoxa Koronne publice i privatim potrzebne szlachcicowi polskiemu, powst. 1603, wyd. A. Bielowski, Kraków 1853 (broszura polityczna; według Estreichera XXIX, 201, jest ono prawdopodobnie dziełem J. Januszowskiego, wydanym później pt. Cenzor obyczajów. G. Korbut natomiast podawał jako przypuszczalnego autora Adama Czarnkowskiego, generała wielkopolskiego, zm. 1628; A. Brückner – Januszowskiego)